# 2014年ソチオリンピックのエストニア選手団
2014年ソチオリンピックのエストニア選手団（2014ねんソチオリンピックのエストニアせんしゅだん）は、2014年2月7日から23日までロシアのソチで開催されたソチオリンピックエストニア選手団の名簿。

## 選手団
- 人員: 選手 25人
- 開会式旗手: インドレク・トブレルツ

## アルペンスキー
- ウォレン・スミス

男子大回転 (45位、2:57.42)
男子回転 (26位、1:57.28)
- トリーン・トビ

女子大回転 (61位、3:09.17)
女子回転 (46位、2:20.45)

## バイアスロン
- コレーヴ・エルミツ

男子20km個人 (70位、57:04.5)
- カウリ・コイヴ

男子10kmスプリント (54位、26:47.1)
男子12.5kmパシュート (46位、38:10.2)
男子20km個人 (78位、58:17.3)
- ロランド・レシング

男子10kmスプリント (66位、27:06.3)
- ダニル・ステプチェンコ

男子10kmスプリント (50位、26:40.5)
男子12.5kmパシュート (59位、40:52.0)
男子20km個人 (62位、56:14.4)
- インドレク・トブレルツ

男子10kmスプリント (53位、26:46.5)
男子12.5kmパシュート (45位、38:00.5)
男子20km個人 (29位、53:02.5)
- グレテ・ガイム

女子7.5kmスプリント (71位、24:18.2)
女子15km個人 (58位、51:28.5)
- ダリア・ユルロワ

女子7.5kmスプリント (67位、24:01.1)
女子15km個人 (74位、55:18.0)
- カドリ・レフトラ

女子7.5kmスプリント (69位、24:13.3)
女子15km個人 (44位、49:44.8)
- ヨハンナ・タリヘルム

女子7.5kmスプリント (48位、23:09.3)
女子10kmパシュート (55位、37:52.5)
女子15km個人 (73位、55:16.5)
- 男子30kmリレー (17位、周回遅れ)

ダニル・ステプチェンコ、コレーヴ・エルミツ、カウリ・コイヴ、ロランド・レシング
- 女子24kmリレー (16位、周回遅れ)

カドリ・レフトラ、グレテ・ガイム、ダリア・ユルロワ、ヨハンナ・タリヘルム
- 混合リレー (16位、周回遅れ)

カドリ・レフトラ、ダリア・ユルロワ、カウリ・コイヴ、ダニル・ステプチェンコ

## クロスカントリースキー
- アルゴ・カルップ

男子15kmクラシカル (42位、42:16.5)
- アイヴァー・レヘマー

男子15kmクラシカル (40位、41:49.8)
男子スキーアスロン (51位、1:13:47.2)
男子50kmフリー (44位、1:52:22.1)
- ライド・ランケル

男子15kmクラシカル (61位、43:38.9)
男子スプリント (予選敗退、51位、3:43.82)
- カレル・タムヤルヴ

男子15kmクラシカル (45位、42:27.7)
男子50kmフリー (49位、1:53:23.0)
- ペーテル・クンメル

男子スプリント (予選敗退、52位、3:44.03)
- スィーム・セリス

男子スプリント (予選敗退、59位、3:48.06)
- トリーン・オヤステ

女子10kmクラシカル (45位、31:54.3)
女子スプリント (予選敗退 48位、2:47.07)
- 男子40kmリレー (10位、1:32:52.6)

カレル・タムヤルヴ、アルゴ・カルップ、アイヴァー・レヘマー、ライド・ランケル
- 男子団体スプリント (準決勝敗退、7着、24:26.49)

ペーテル・クンメル、ライド・ランケル

## フィギュアスケート
- ヴィクトル・ロマネンコフ

男子個人 (24位、139.99)
- エレーナ・グレボワ

女子個人 (29位、46.19)

## ノルディック複合
- クリスティヤン・イルヴェス

男子ノーマルヒル個人 (41位、27:23.8)
男子ラージヒル個人 (34位、26:11.5)
- ハン・ピホ

男子ノーマルヒル個人 (43位、27:42.4)
男子ラージヒル個人 (36位、26:15.0)
- カール・ティールマー

男子ノーマルヒル個人 (44位、28:29.2)
男子ラージヒル個人 (44位、27:45.4)

## スキージャンプ
- カレル・ヌルムサル

男子ノーマルヒル個人 (37位、113.3)
男子ラージヒル個人 (41位、105.9)
- スィーム・サンメルセルグ

男子ノーマルヒル個人 (予選敗退、51位、66.2)
男子ラージヒル個人 (予選敗退、49位、69.0)